# OB-17 (konvooi)
OB-17 was een geallieerd scheepskonvooi tijdens de Tweede Wereldoorlog. Het konvooi bestond uit verscheidene nationaliteiten van schepen. Op 13 oktober 1939 werd het konvooi aangevallen door de Duitse onderzeeërs. De gebruikelijke OB-lettering verwees dat het konvooi vertrokken was vanuit Groot-Brittannië naar Noord-Amerika. Het is niet bekend hoeveel schepen er meevoeren. Het konvooi werd wel geëscorteerd door de Britse torpedojagers HMS Imogen en HMS Ilex.

## Geschiedenis
Konvooi OB-17 was vertrokken vanuit Engeland over de Noord-Atlantische Oceaan, toen twee U-boten het konvooi aanvielen. De U-42 van Korvkpt. Rolf Dau beschadigde alleen maar de Stonepool van 4.803 ton, terwijl de Heronspool van 5.202 ton tot zinken werd gebracht door de U-48 van Herbert Schultze. Met verlies van één schip en één door kanonvuur beschoten vrachtschip, stoomde konvooi OB-17 verder door naar het westen, terwijl de twee escortejagers de U-42 lieten zinken. Rolf Dau en 22 manschappen konden nog gered worden en werden krijgsgevangengenomen en naar Canada gebracht.